# Frederick Fyvie Bruce
Frederick Fyvie Bruce (12 de Outubro de 1910 - 11 de Setembro de 1990) foi um professor, escritor, erudito da Bíblia, e um dos fundadores da moderna compreensão evangélica da Bíblia. Sua obra Merece confiança o Novo Testamento? (No original em inglês: New Testament Documents: Are They Reliable?) é considerada um clássico na área de apologética cristã.
Também escreveu: Paulo o Apóstolo da Graça sua vida Cartas e Teologia.

## Biografia
F.F. Bruce nasceu em Elgin, Moray, na Escócia, e foi educado na Universidade de Aberdeen,  Cambridge University e na Universidade de Viena. Depois de ensinar grego por vários anos primeiro na Universidade de Edimburgo e, em seguida, na Universidade de Leeds tornou-se chefe do Departamento de História e Literatura Bíblica na Universidade de Sheffield em 1947. Em 1959, mudou-se para a Universidade de Manchester, onde se tornou professor de crítica bíblica e  Exegese. Em sua carreira, escreveu cerca de trinta e três livros, e atuou como editor dos periódicos trimestrais The Evangelical Quarterly e  Palestina Exploration Quarterly . O Professor F.F. Bruce se aposentou em 1978. 